# Esterbrook
Esterbrook é uma Região censo-designada localizada no estado norte-americano de Wyoming, no Condado de Converse.

## Demografia
Segundo o censo norte-americano de 2000, a sua população era de 32 habitantes.

## Geografia
De acordo com o United States Census Bureau tem uma área de
8,8 km², dos quais 8,8 km² cobertos por terra e 0,0 km² cobertos por água. Esterbrook localiza-se a aproximadamente 1986 m acima do nível do mar.

## Localidades na vizinhança
O diagrama seguinte representa as localidades num raio de 88 km ao redor de Esterbrook.